# Jurij Kiriczenko
Jurij Aleksiejewicz Kiriczenko (ros. Юрий Алексеевич Кириченко, ur. 13 stycznia 1936 w Ziernogradzie, zm. 6 maja 2017) – radziecki dyplomata.
Członek KPZR, od 1958 pracował w centralnym aparacie Ministerstwa Spraw Zagranicznych ZSRR i radzieckich przedstawicielstwach za granicą, 1972-1973 radca-poseł Ambasady ZSRR w Turcji. Od 21 czerwca 1973 do 14 marca 1975 ambasador nadzwyczajny i pełnomocny ZSRR na Islandii, od 2 kwietnia 1975 do 20 lutego 1982 ambasador nadzwyczajny i pełnomocny ZSRR w Norwegii, 1982-1986 kierownik Wydziału ds. Kontaktów Kulturalnych MSZ ZSRR, od 28 października 1986 do 1990 ambasador nadzwyczajny i pełnomocny ZSRR na Mauritiusie.